# اوتو مولر (کشتی‌گیر)
اوتو مولر (آلمانی: Otto Müller; ۲۱ ژوئن ۱۸۹۹ – نامشخص) کشتی‌گیر اهل سوئیس بود.